# Sistema de Dades Astrofísiques
El Sistema de Dades Astrofísiques (Astrophysics Data System en anglès o ADS les seues sigles) és una base de dades en línia, finançada per la NASA, amb més de cinc milions d'articles científics sobre astronomia i astrofísica en revistes amb revisió per experts i de fonts sense ella. Té disponibles els resumens d'aquests articles de franc per a quasi tots els articles, així com nombrosos articles antics totalment escanejats, disponibles com fitxers GIF o PDF. Els articles més moderns contenen enllaços a les seues versions electròniques en el servidor web de la revista científica. No obstant això, aquests es troben disponibles generalment tan sols sota subscripció a les corresponents revistes (com la majoria de revistes d'investigació en astronomia).
L'ADS és una eina per a la investigació extremadament útil i ha tingut un fort impacte en l'eficàcia de la recerca de dades astronòmiques des del seu inici en 1992. Les recerques en la literatura científica astronòmica que abans duraven dies o setmanes poden realitzar-se en uns pocs segons utilitzant el motor de recerca d'ADS. Els estudis han demostrat que els beneficis del sistema ADS ascendeixen a diversos centenars de milions de dòlarés a l'any i ha triplicat el nombre de lectors de revistes científiques d'astronomia.
L'ús d'ADS entre els astrònoms professionals és pràcticament universal i les seues estadístiques són utilitzades freqüentment per a explorar l'impacte d'un article o investigador així com les tendències globals en el camp de l'astronomia. Per exemple, s'ha trobat que la investigació en astrofísica produïda en un país donat és proporcional al quadrat del PNB per capita del país.